# Лашит (Квебек)
Лашит (фр. Lachute) је град у Канади у покрајини Квебек. Према резултатима пописа 2011. у граду је живело 12.551 становника.

## Становништво
Према резултатима пописа становништва из 2011. у граду је живело 12.551 становника, што је за 6,1% више у односу на попис из 2006. када је регистровано 11.832 житеља.
| 2006.  | 2011.  |
| ------ | ------ |
| 11.832 | 12.551 |